# Carsten Christensen
Carsten Christensen (født 28. august 1986 i Bække) er en dansk tidligere fodboldspiller (målmand)

## Karriere

### Esbjerg fB
Han startede sin karriere i Esbjerg fB i 2005.

### SønderjyskE
Efter et halvt år i Esbjerg fB tog han turen sydpå til SønderjyskE.

### FC Fredericia
Efter at have spillet i SønderjyskE, skiftede Carsten Christensen til FC Fredericia på en fri transfer. Her nåede han at spille i fem år.

### AaB
Carsten Christensen skiftede til AaB på en 2-årig kontrakt i sommeren 2011. Han forlængede i vinteren 2012 sin kontrakt med AaB, så den løb frem til 30. juni 2015. Christensen fik sin debut i Superligaen for AaB i 2-1 sejren mod OB d. 23. oktober 2011, da Nicolai Larsen blev knæskadet under opvarmningen. Det blev offentliggjort den 11. marts 2015, at Carsten Christensen forlængede sin kontrakt til 30. juni 2016, som den 10. december 2015 blev forlænget til 31. december 2017 på trods af blot seks officielle optrædener for AaB's førstehold.
Et år før kontraktudløb med AaB, den 4. januar 2016, offentliggjordes det, at Carsten Christensen stoppede i AaB og sin karriere for i stedet at hellige sig til familien og sit firma.

## Eksterne Henvisninger
- Carsten Christensens spillerprofil på Transfermarkt (engelsk)
- Carsten Christensens profil hos FootballDatabase.eu (engelsk)
- Carsten Christensens profil hos as.com (spansk)
- Carsten Christensen Arkiveret 1. februar 2015 hos  Wayback Machine på fodbold.aabsport.dk